# Alfa Romeo Giulietta Spider
L'Alfa Romeo Giulietta Spider est une voiture particulière construite par le constructeur automobile italien Alfa Romeo de 1955 à 1962.

## Le contexte
L'importateur Alfa Romeo des États-Unis, "Max Hoffman" de New York, a demandé à la haute direction d'Alfa Romeo de produire une version « spider » de l'Alfa Romeo Giulietta Sprint (it) et s'est immédiatement engagé à acheter 2 500 exemplaires pour les proposer sur le marché nord-américain, toujours très réceptif aux versions « ouvertes » des voitures de sport.
En 1954, Rudolf Hruska contacte les carrossiers turinois Bertone et Pininfarina, en leur confiant chacun deux châssis, dans le but de concrétiser leurs propositions pour la future « Giulietta Spider ». Nuccio Bertone a présenté deux prototypes, différents dans quelques petits détails, conçus par Franco Scaglione, tandis que la proposition de Pininfarina a été confiée au crayon de Franco Martinengo (it).
La proposition de Bertone, d'apparence nettement sportive, a été créée en conservant la silhouette accrocheuse du concept "2000 Sportiva", avec un nez très profilé, des phares carénés et caractérisé par des ailerons arrière. De son côté, la proposition de Pininfarina s'inspire cependant de la Lancia Aurelia B24 (it), avec une approche stylistique plus sobre et liée à la tradition italienne des voitures cabriolets. Le choix d'Alfa Romeo s'est finalement porté sur ce dernier pour lancer la production de la nouvelle spider,.

## La voiture

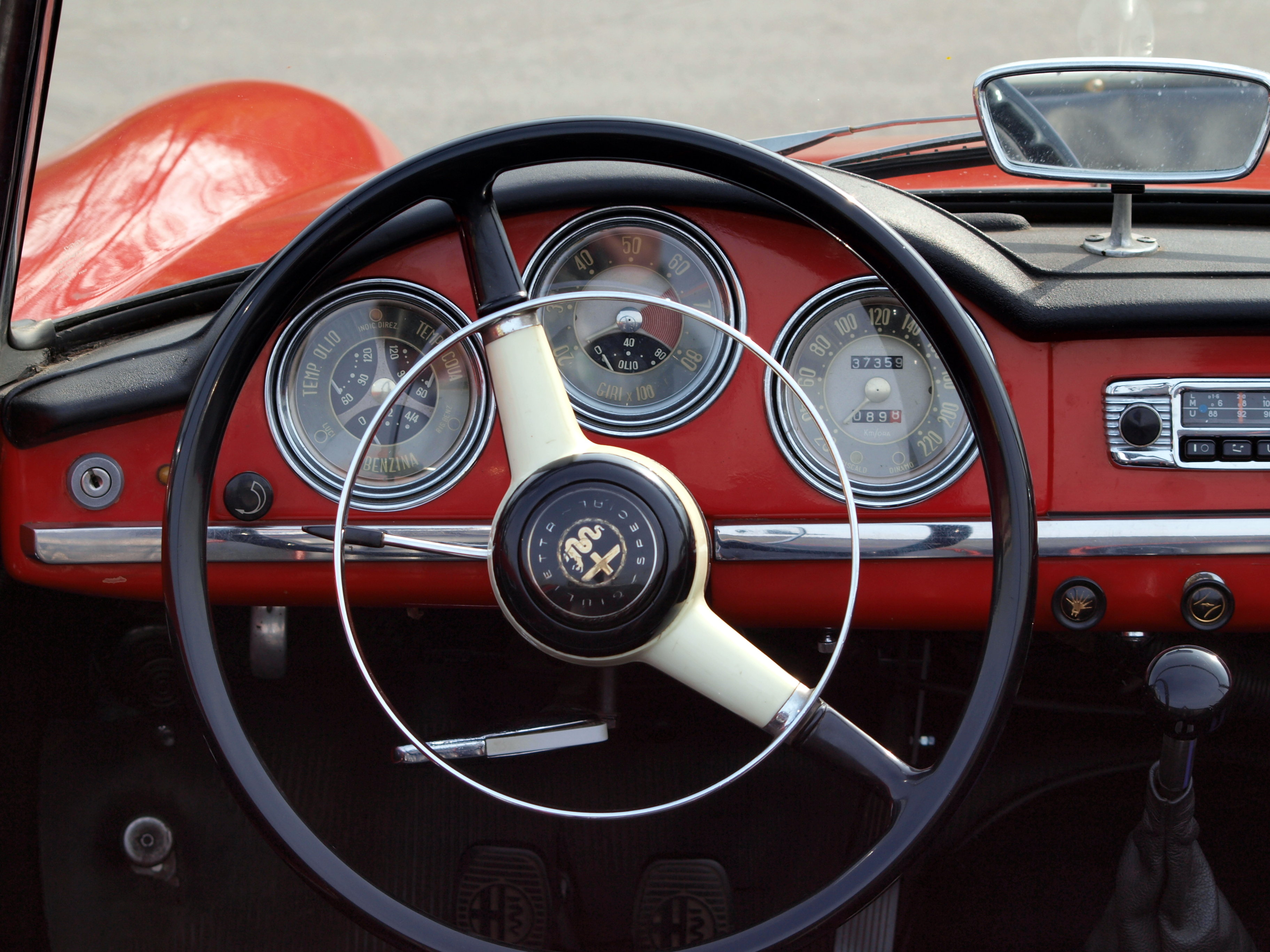
Poste de conduite d'une Giulietta Spider Veloce de 1961.

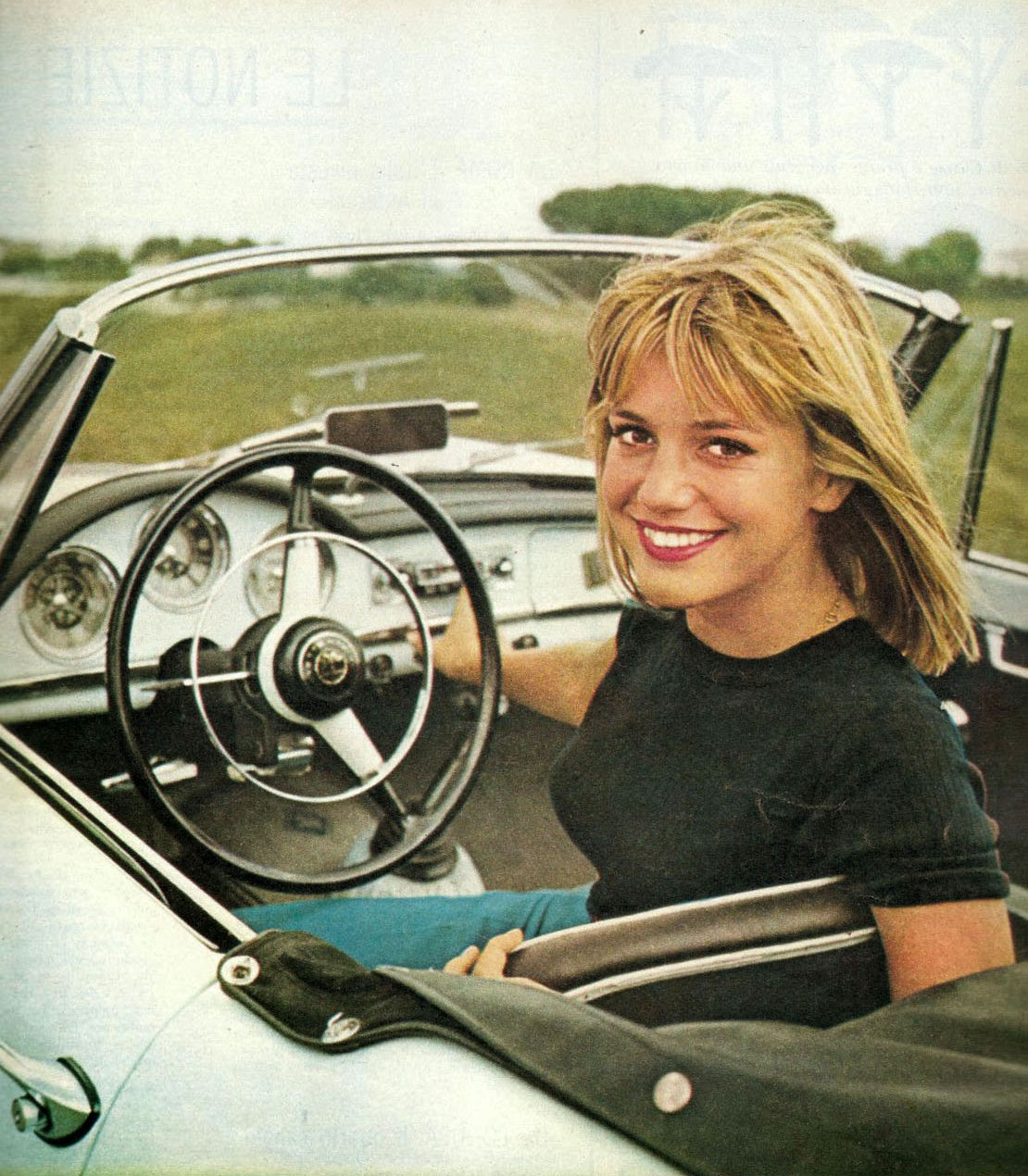
L'actrice et chanteuse franco-belgo-italienne Catherine Spaak, utilisant un autoradio à bord d'une Giulietta Spider en 1962.

Dotée de finitions plus soignées que la version « Sprint », la « Giulietta Spider » est également un modèle très réussi. Les premiers prototypes sont équipés d'un pare-brise panoramique de style américain et de vitres latérales coulissantes fixées au capot. Par la suite, un pare-brise plus plat et plus conventionnel et des vitres latérales descendantes ont été adoptés pour les versions de série.
La "Giulietta Spider" est équipée d'un moteur quatre cylindres en ligne longitudinal d'une cylindrée de 1 290 cm3 développant 65 ch de puissance (80 CV à partir de 1958), qui permet à la voiture d'atteindre une vitesse maximale de 155 km/h (165 à partir 1958).
Le carter est en alliage léger avec des chemises de cylindre en fonte. La culasse est en alliage léger, avec une bougie d'allumage placée au centre de la chambre de combustion.
L'alimentation comprend un carburateur Solex semi-inversé à double corps, et distribution est à deux soupapes par cylindre, disposées en V, commandées par deux arbres à cames en tête entraînés par chaîne. La Giulietta Spider est une propulsion équipée de freins à tambour sur les quatre roues. La suspension avant est indépendante, avec des quadrilatères déformables, des ressorts hélicoïdaux, des amortisseurs hydrauliques télescopiques et une barre anti-roulis. À l'arrière, il y a un essieu rigide guidé par des bras longitudinaux et un triangle de réaction, toujours avec ressorts hélicoïdaux et amortisseurs hydrauliques télescopiques.
La version « Veloce » dispose de deux carburateurs Weber 40 DCOE 3 à double starter et d'un taux de compression volumétrique augmenté de 8,5:1 à 9,1:1 ; cela permet à la voiture d'atteindre 180 km/h, contre 165 km/h pour la version normale.
La Giulietta Spider « normale » atteint 100 km/h en 15,7 secondes (14,8 à partir de 1959) et parcoure le kilomètre départ arrêté en 37,2 secondes (35,8 à partir de 1959), tandis que la « Veloce » met respectivement 11 et 33 secondes. Ces performances, supérieures à celles de la concurrence, placent les Giulietta Spider et Spider Veloce au sommet de la catégorie des spiders.

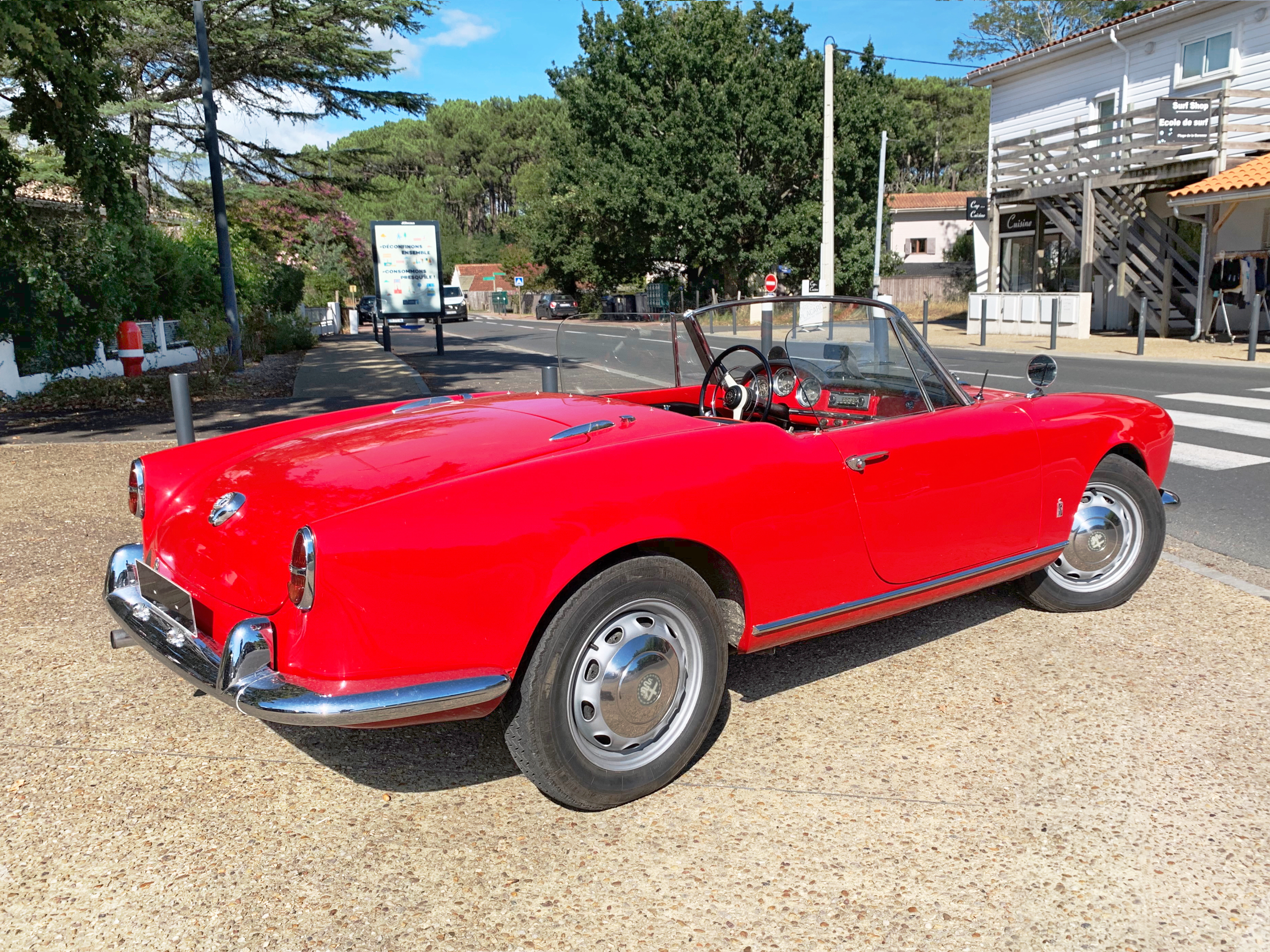
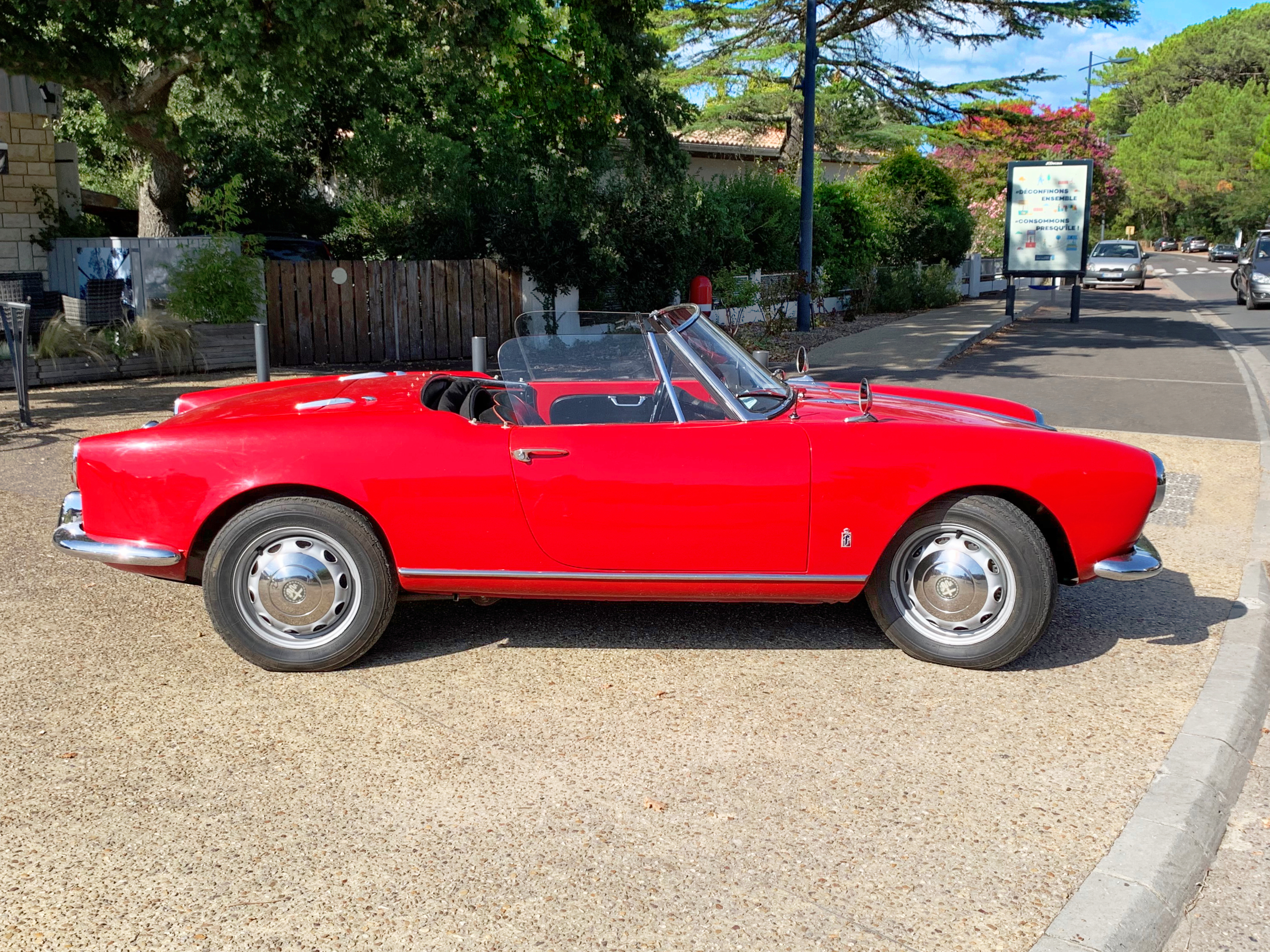
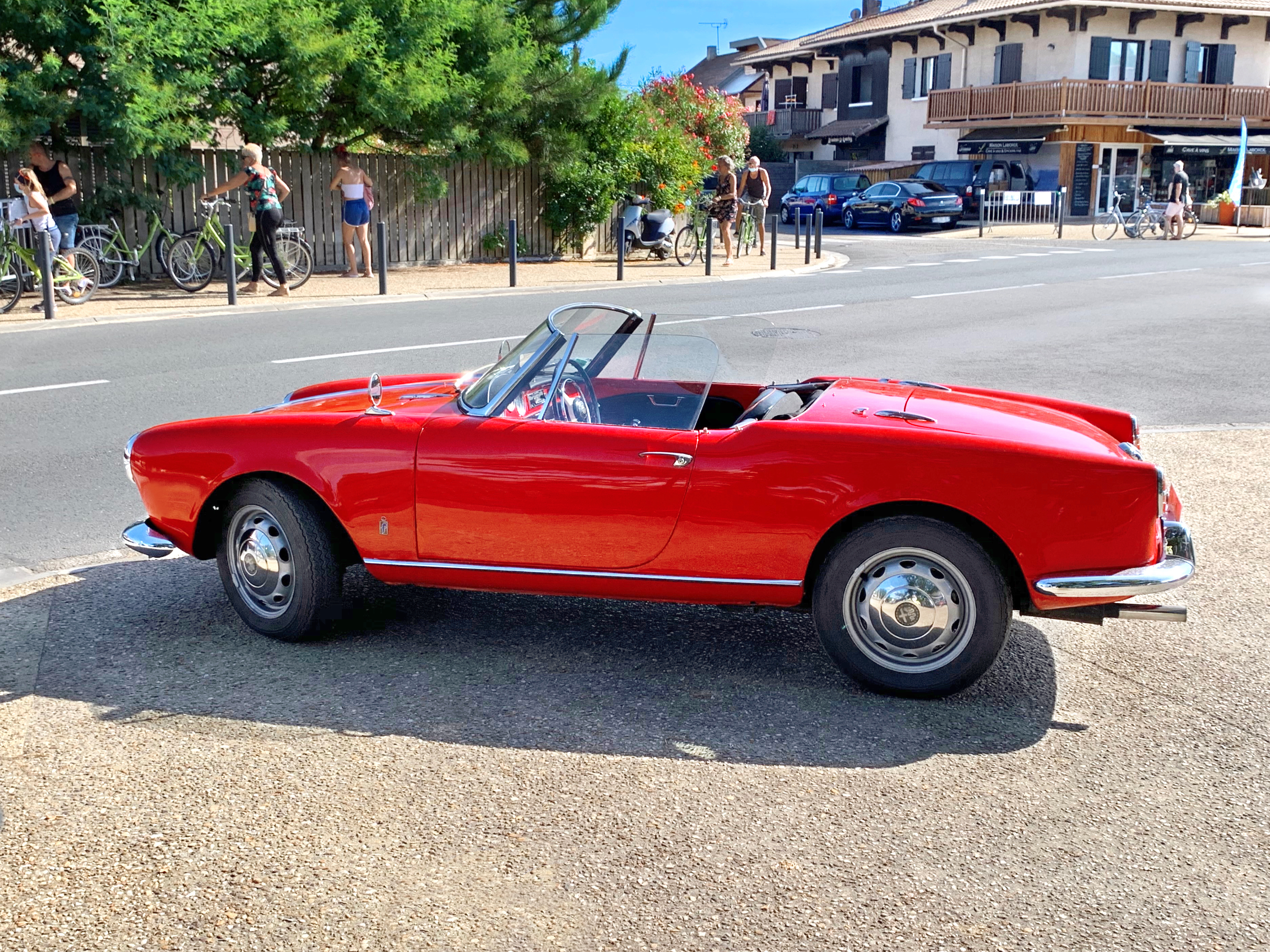

## L'évolution
En 1955, les premiers prototypes de la Giulietta Spider sont dotés d'un pare-brise enveloppant, de vitres coulissantes horizontales, de vide-poches latéraux dans les portes réalisées grâce à la cavité de la tôle, d'un tableau de bord en métal et d'une instrumentation entièrement composée de trois instruments circulaires. Le volant est alors à trois branches. Un modèle est conservé au Musée historique Alfa Romeo.
Tous les premiers exemplaires sont équipés d'une boîte de vitesses au volant et ceux de pré-série (quatre ou cinq exemplaires) ont également des lunettes pointues et quelques autres petites différences par rapport à celles de la production normale ultérieure.

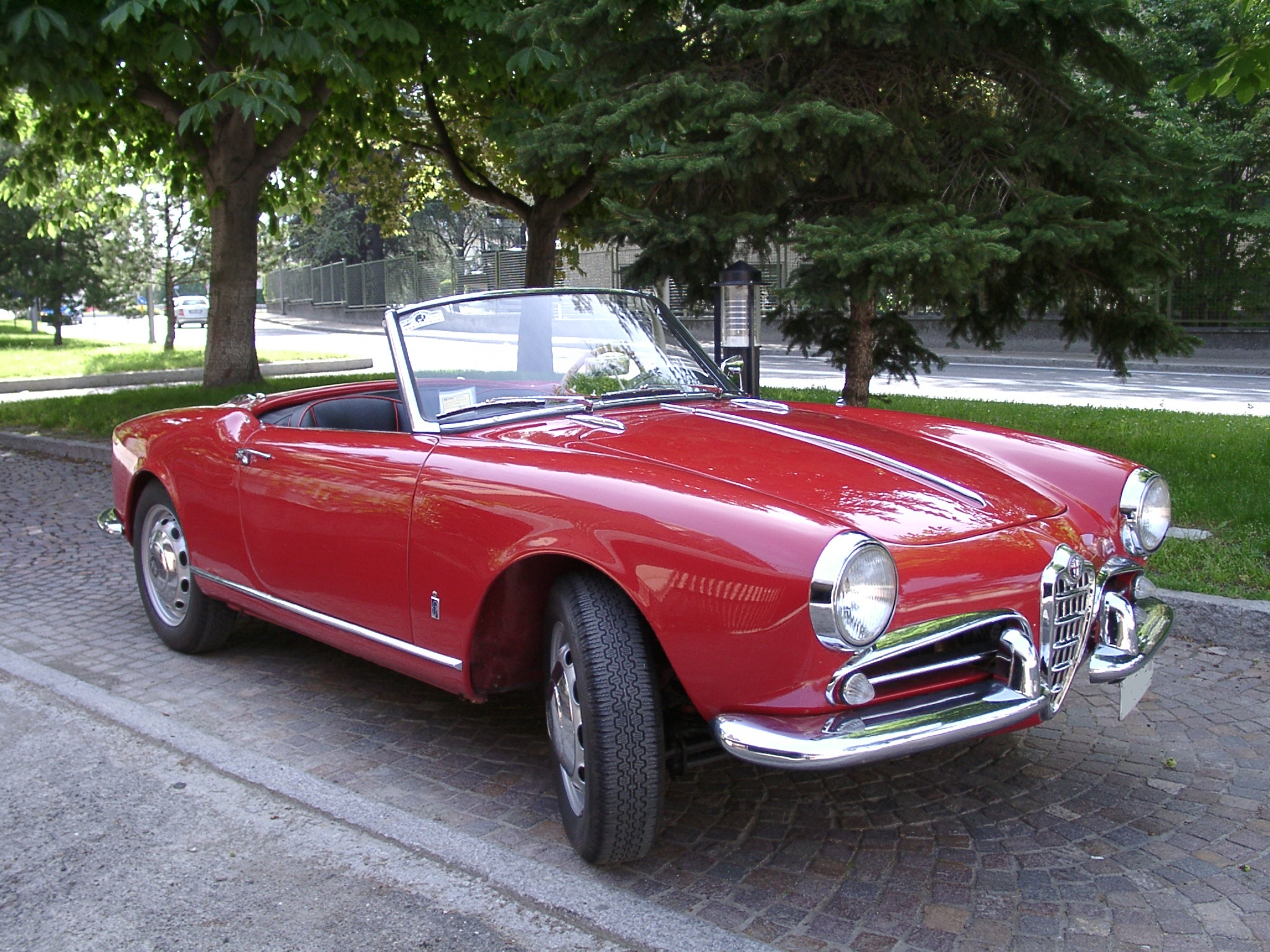
Alfa Romeo Giulietta Spider Veloce 1re série de 1958.

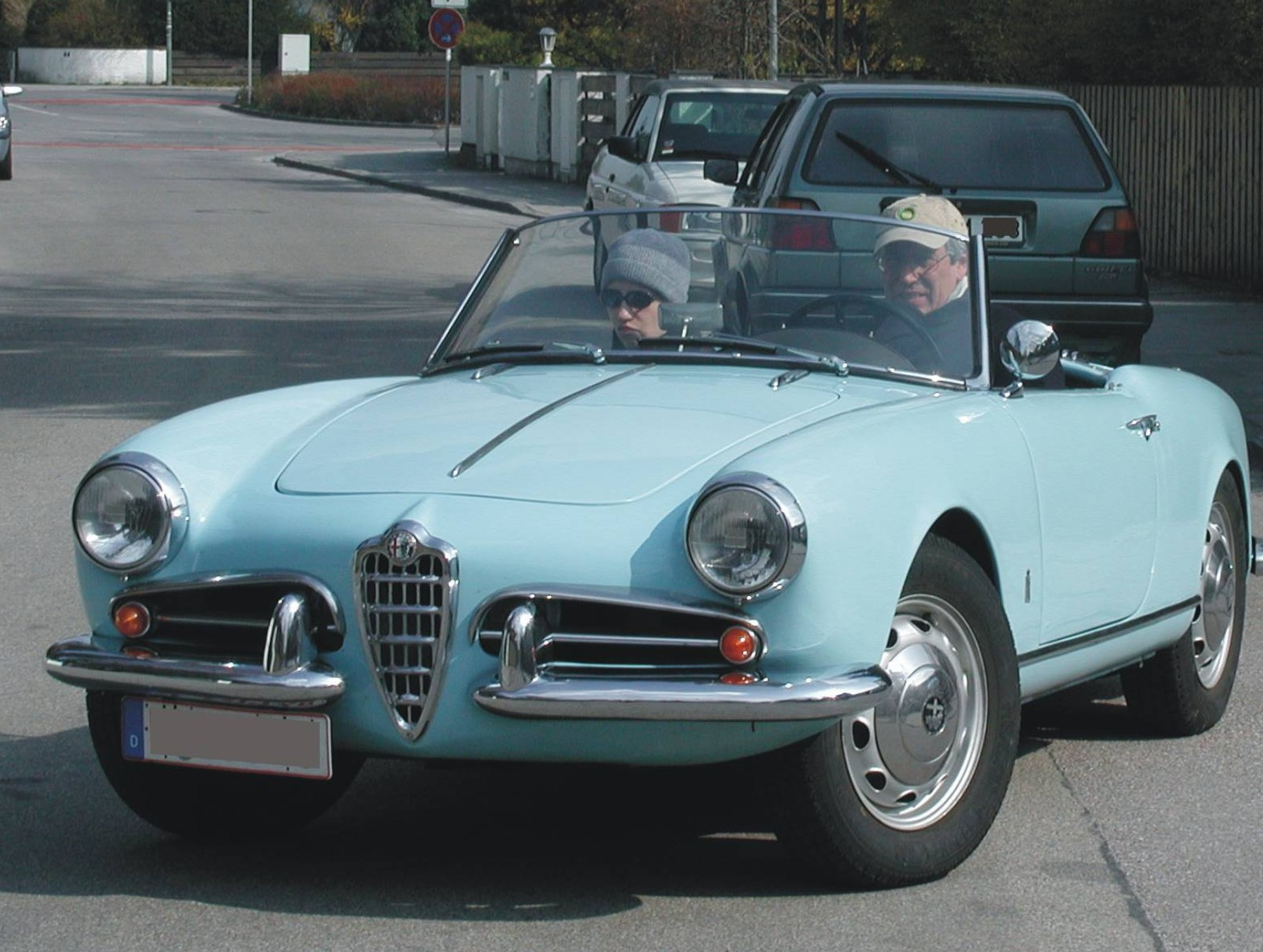

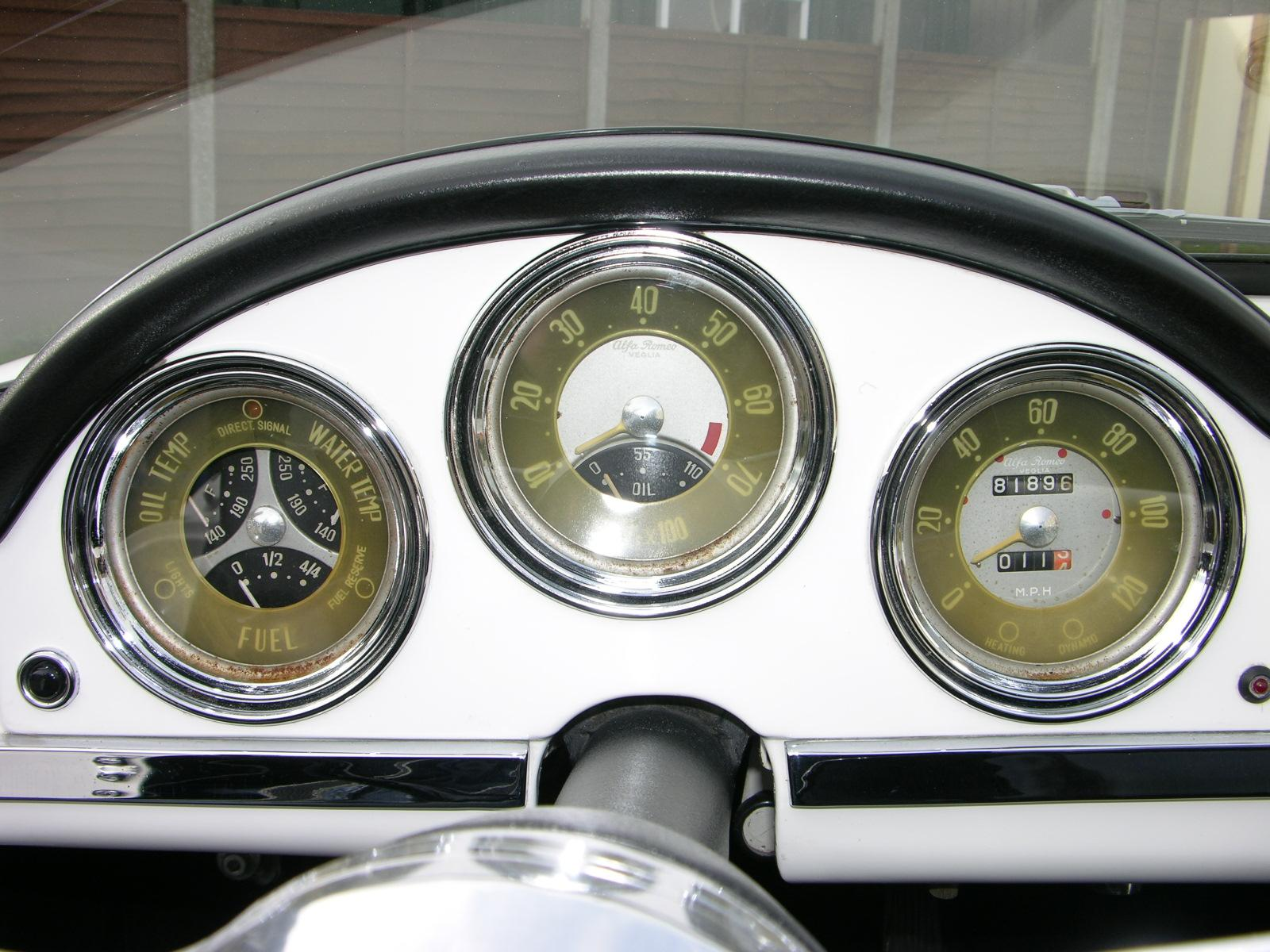
Compteurs d'une Giulietta Spider de 1956.

En 1956, la première série d'Alfa Romeo Giulietta Spider (série « 750 D » dans la version « normale » et « 750 F » dans la version « Veloce »), présente de nombreux détails différents par rapport aux prototypes et aux modèles de pré-série : pare-brise modifié, anneaux de phares plus étroits, vitres descendantes mais sans déflecteurs, portières avec revêtement intérieur (avec vis apparentes), tableau de bord toujours en tôle avec la partie supérieure noire, boîte à gants sans porte, volant à deux branches avec anneau de Klaxon et bouton d'appel de phare avec écriture Giulietta Special. En 1957, à partir du châssis 1495*02208, les portières sont équipées d'un déflecteur fixe. Cependant, jusqu'en 1959, des portes avec uniquement le verre descendant étaient encore parfois montées.
En 1959, la deuxième série d'Alfa Romeo Giulietta Spider (« série 101.03 ») reçoit un plancher allongé de 50 mm, des réflecteurs ronds fixés sous les feux arrière, des clignotants latéraux, un siège passager réglable comme celui du conducteur (cette modification a cependant déjà été introduite dans la première série, au cours de la seconde moitié de 1958) et un compartiment à objets avec porte. Depuis le début de la production et au moins jusqu'au milieu des années 1960, les selleries comprennent des sièges lisses et des garnitures de couleurs contrastées. Le collecteur d'échappement divisé est déjà installé en 1958, avec une augmentation de puissance de 65 à 80 chevaux à 6 300 tr/min.
Les phares antibrouillard et/ou les projecteurs Lucas deviennent une option très répandue. Montés à la place des protections de pare-chocs avant, ils donnent à la voiture une apparence plus agressive.

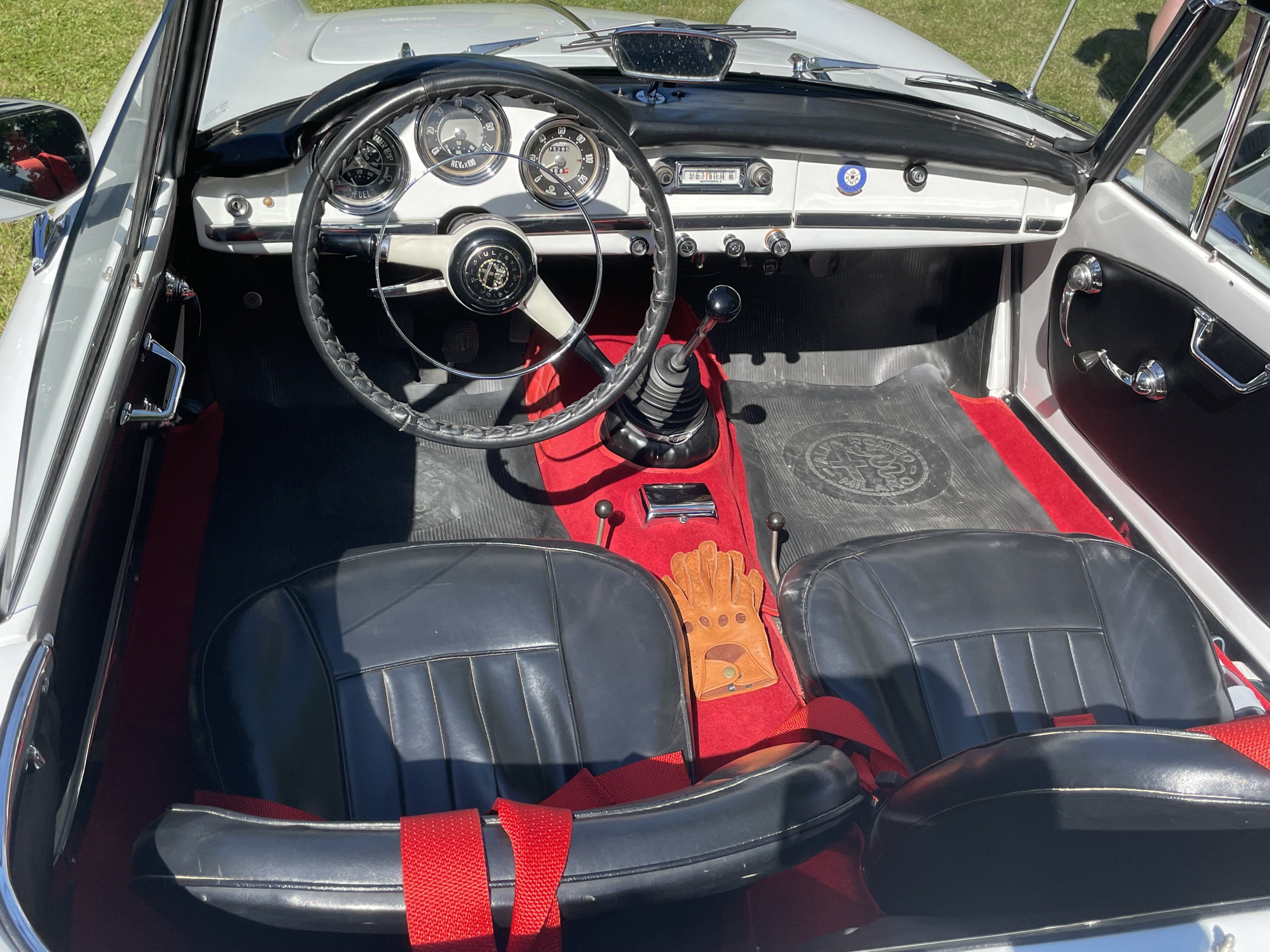
Habitacle d'une Giulietta Spider 1300 « série 101 ».

En 1961, la troisième série (« série 101 ») est équipée de feux arrière agrandis, un tableau de bord rembourré, un rétroviseur antiéblouissant, un cendrier au sol, près du levier de boîte de vitesses et un allume-cigare sur le tableau de bord.
En 1962, la « Giulietta Spider » est équipée du moteur de 1 570 cm3 créé pour la nouvelle berline « Giulia », et prend le nom de « Giulia Spider ». Les deux versions sont quasiment identiques en termes de mécanique et de carrosserie, à l'exception de la fausse prise d'air sur le capot, nécessaire en raison des dimensions verticales du nouveau moteur.

## Caractéristiques techniques

### Dimensions et poids
L'Alfa Romeo Giulietta est un spider biplace d'une longueur de 3850 mm, une largeur de 1580 mm. Sa hauteur est variable, 1250 mm capote ouverte, et 1335 mm capote fermée. L'empattement est de 2200 mm, puis 2250 mm à partir de 1959. Le Porte-à-faux avant est de 1286 mm, puis 1292 mm, tandis qu'à l'arrière il est de 1270 mm. Le réservoir d'essence a une capacité de 53 litres. Le poids de la voiture est de 860 kg à vide.

### Moteur

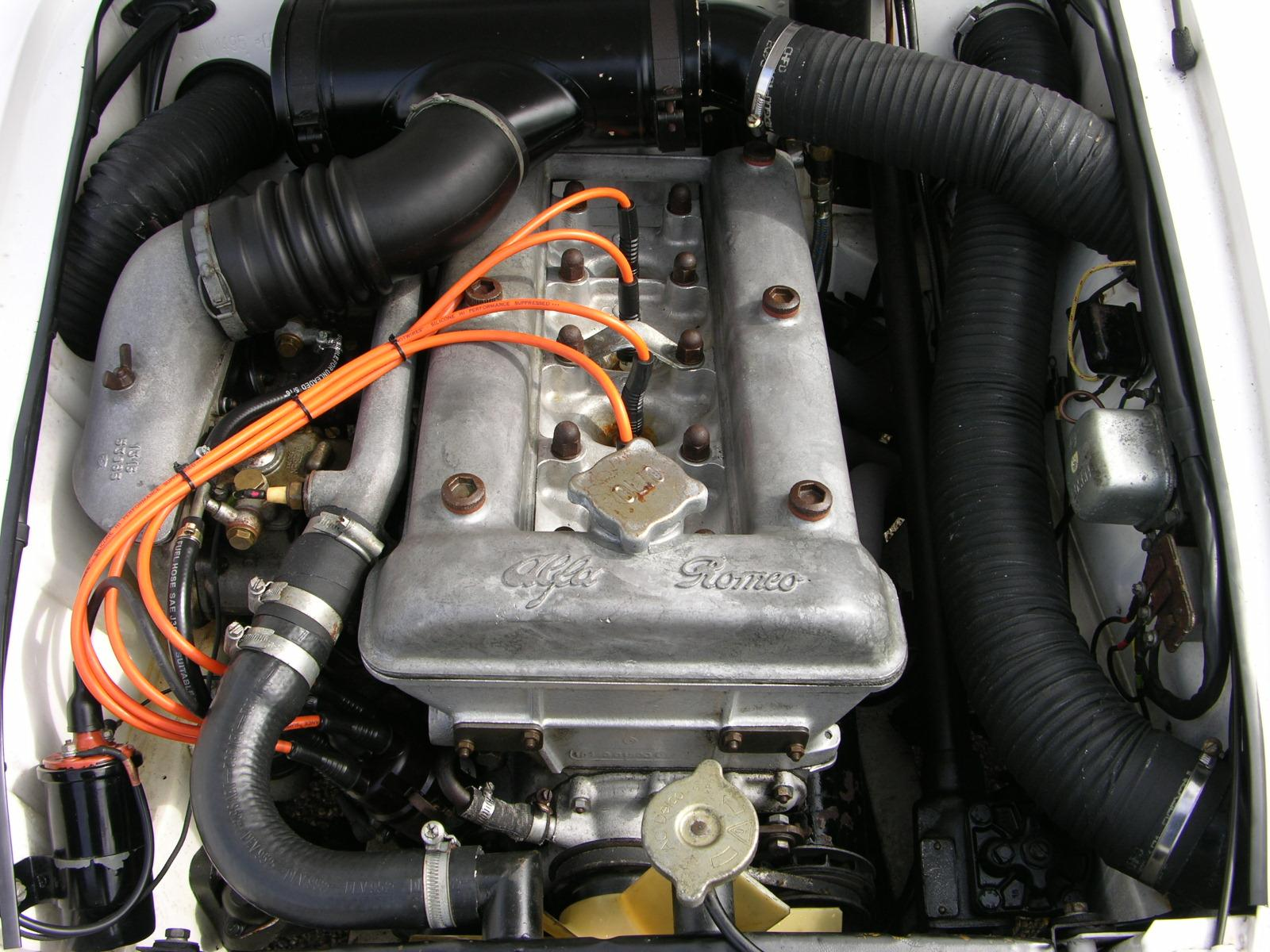
Moteur d'une Giulietta Spider de 1956.

L'Alfa Romeo Giulietta est une propulsion dotée d'un moteur à quatre cylindres en ligne placé à l'avant en position longitudinale, avec un carter et une culasse en alliage léger, et des chemises de cylindre en fonte.
L'alésage et la course sont respectivement de 74 et 75 mm, pour un cylindrée totale de 1 290 cm3.
La puissance maximale délivrée par le moteur est de 80 ch à 6 300 tr/min pour un couple de 10,5 Kgm à 4000 tr/min. La distribution s'effectue par un double arbre à cames en tête avec un entraînement par chaîne pour deux soupapes par cylindre. L'embrayage est à simple disque sec, accouplé à une boîte de vitesses manuelle à quatre rapports et marche arrière.
L'alimentation en carburant est assurée par un carburateur double corps de marque Solex, modèle C35 APAJ-G, tandis que l'allumage l'est par un distributeur mécanique avec une bougie par cylindre.
Le système électrique de 12 volts est assuré par une dynamo de 200 Watts et une batterie de 30Ah.

### Châssis
La Giulietta Spider a une carrosserie monocoque en acier.
La direction est à vis et à rouleaux.
La suspensions avant est à roues indépendantes, avec quadrilatères déformables, ressorts hélicoïdaux, amortisseurs hydrauliques et barre anti-roulis. À l'arrière, il y a un essieu rigide, des bras longitudinaux, un triangle de réaction de poussée et de freinage, des ressorts hélicoïdaux et des amortisseurs hydrauliques.
Les freins, à l'avant comme à l'arrière, sont à tambour à commande hydraulique. Les dimensions des pneus sont 155x15, chaussés sur des jantes de 4,5Jx15".

### Performances déclarées par le constructeur
D'après Alfa Romeo, la Giulietta Spider a une vitesse maximale de 165 km/h, une accélération maximale de 14,8" de 0 à 100 km/h, et 35,8" sur 1000 mètres départ arrêté. Sa consommation moyenne est de 8,95 km parcourus par litre.

## Résumé de la production

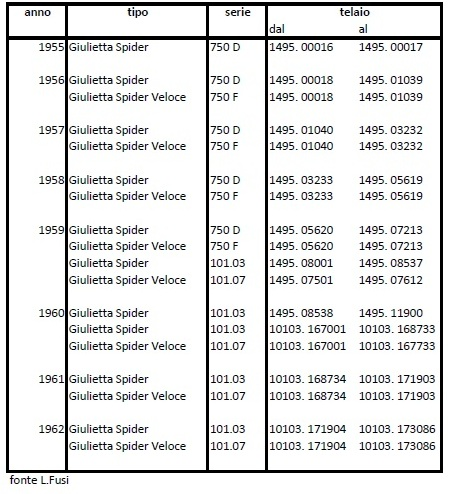
Données de production et de série.

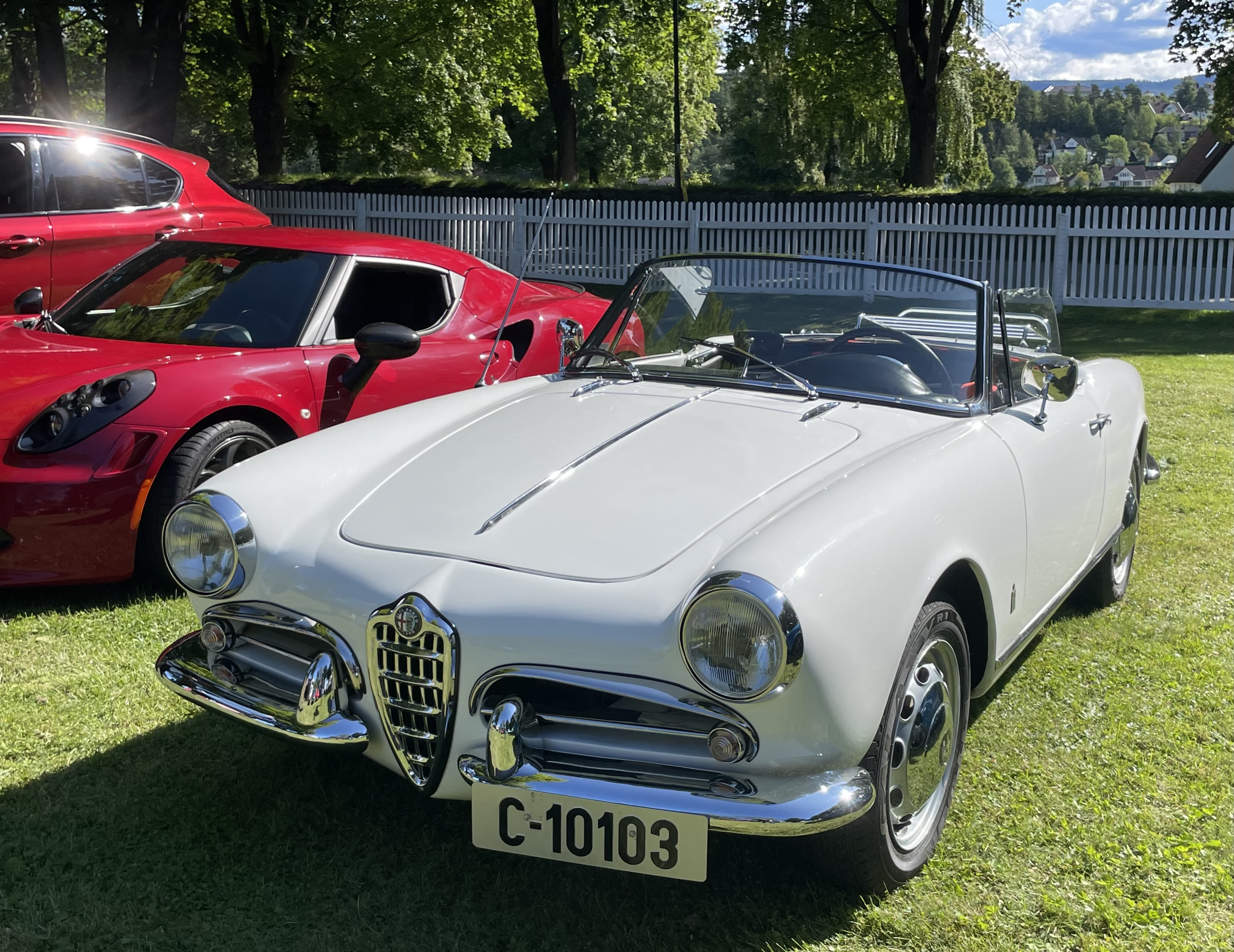
Une Giulietta Spider 1300.

- De 1955 à 1962, 14 300 Giulietta Spider et 2 796 Giulietta Spider Veloce ont été construites.
- En 1955, quatre voitures furent produites, dont deux prototypes, plus le prototype conservé à Arese[3].
- En 1956, 1007 exemplaires du "750 D" "normal" et 18 exemplaires du "750 F" "Veloce" ont été fabriqués.
- En 1957, la production est passée à 2048 exemplaires "750 D" et 32 exemplaires "750 F".
- En 1958, il existe 1522 voitures "750 D" et 835 "750 F".
- En 1959, un total de 1773 "Giulietta Spiders" ont été produites aussi bien dans la série "750 D" que dans la nouvelle version "101.03" et 368 "Giulietta Spider Veloce" aussi bien dans la série "750 F" que dans la nouvelle " Version 101.07".
- 1960 est l'année de la plus grande production avec 5096 voitures construites, réparties en 3893 "Giulietta Spider 101.03" et 1203 "Giulietta Spider Veloce 101.07".
- En 1961, 2744 "Giulietta Spider" et 270 "Veloce".

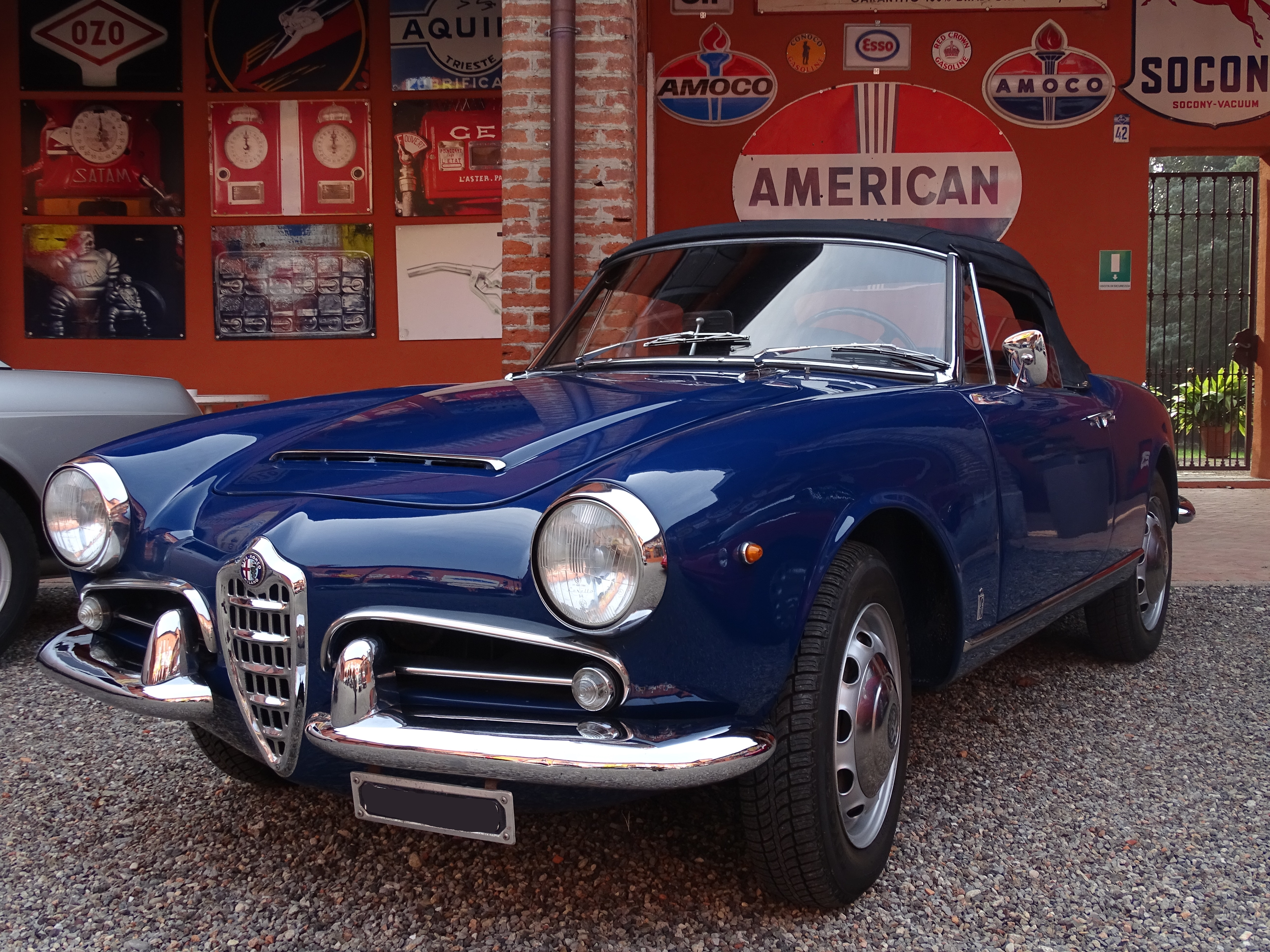
Une Alfa Romeo Giulia Spider, qui a remplacé la Giulietta à partir de 1962 ; esthétiquement très similaire à sa devancière, on le reconnaît à la fausse prise d'air sur le capot.

- En 1962, dernière année de production du modèle, il y a 1182 "Giulietta Spiders" et 70 "Veloces". En fait, cette année-là, la « Giulietta Spider » a été initialement rejointe puis remplacée par sa plus grande « sœur » dotée d'un moteur de 1 600 litres et appelée « Alfa Romeo Giulia Spider ».

## Culture

### Cinéma
- Dans le film Plein soleil, Alain Delon, alias Tom Ripley, conduit une Giulietta Spider[5].

- Dans le film Chacal (film), Edward Fox (acteur), alias le « Chacal », conduit également une Giulietta Spider.